# 金華山リス村

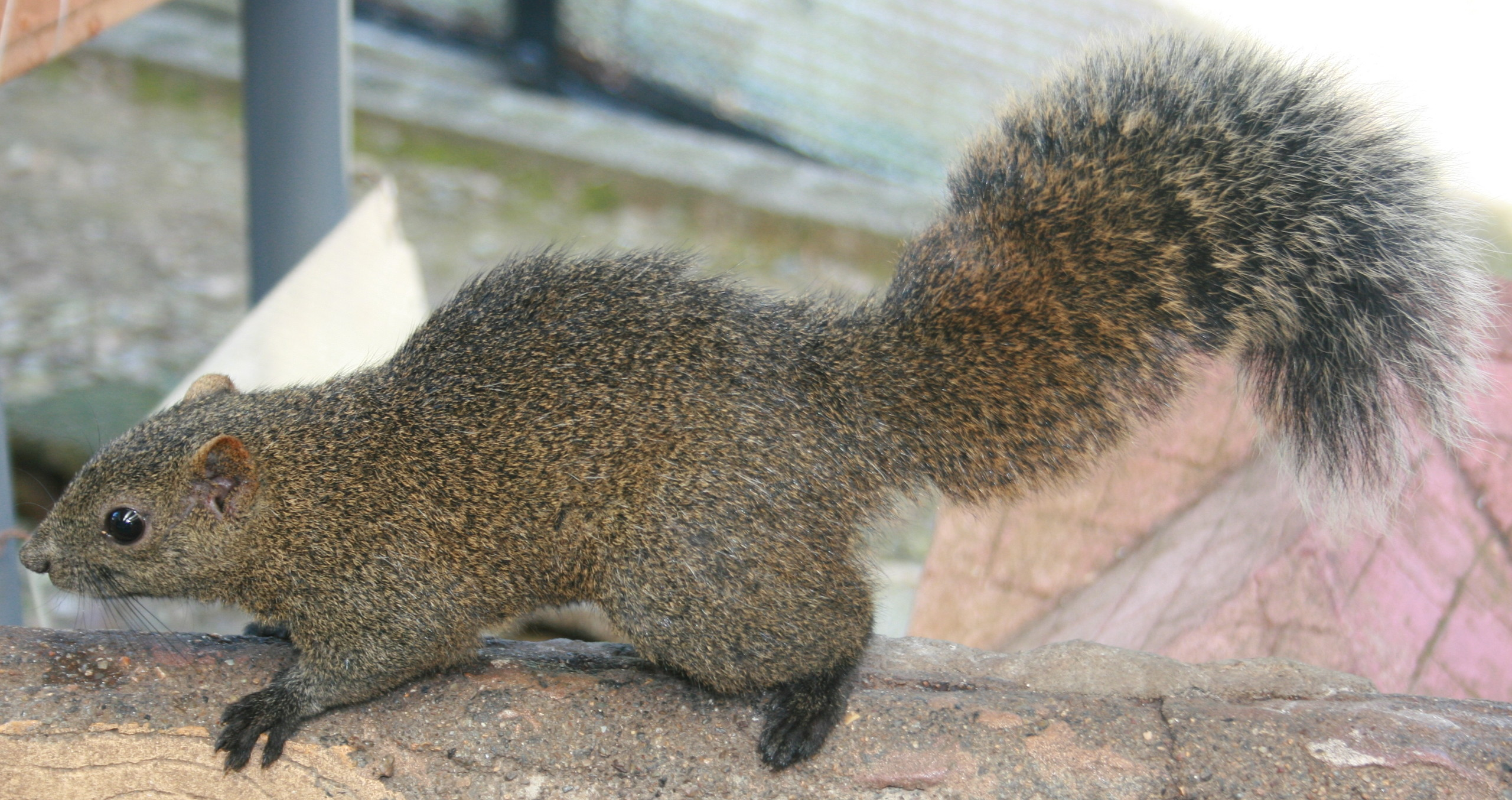
岐阜市の金華山リス村の動物園では、
タイワンリスが飼育展示されている。

金華山リス村（きんかざんリスむら）は、岐阜県岐阜市の金華山山頂にあるタイワンリスの動物園である。

## 概要
金華山ロープウェー「山頂駅」から岐阜城へ向かう途中にある施設で、ロープウェーと同じ岐阜観光索道株式会社が管理運営を行っている。約100坪のオープンゲージの中に革手袋を着けて入り、調教されたタイワンリスに間近で餌を与えることができる。1965年（昭和40年）に開業した同施設が日本で最初のリス園。
金華山にいるリスは、ここから逃げ出し野生化したものではなく、1936年（昭和11年）に岐阜公園で行われた「躍進日本大博覧会」の会場から逃げ出したものである。その野生化したリスを捕まえ、調教したのがこのリス村のリスである。

## 施設概要
- 面積：330m2（約100坪）
- 構造：オープンゲージ
- リスの数：約100頭

※ 元々は、岐阜城の「硝煙庫」の曲輪跡である。石垣や礎石、柱穴などの遺溝があったかもしれないが発掘調査もされていない。工事により破壊されてしまっている可能性が高い。

## アクセス
JR岐阜駅から岐阜バス長良方面行きに乗車（所要時間：約12分）、「岐阜公園歴史博物館前」停留所下車。徒歩で約3分の金華山ロープウェー「金華山麓駅」から金華山ロープウェーに乗車（所要時間：約4分）、「金華山頂駅」下車し徒歩ですぐ。